# Calamagrostis linifolia
Calamagrostis linifolia är en gräsart som beskrevs av Rafaël Herman Anna Govaerts. Calamagrostis linifolia ingår i släktet rör, och familjen gräs.
Artens utbredningsområde är New South Wales. Inga underarter finns listade i Catalogue of Life.